# Neviglie
Neviglie – miejscowość i gmina we Włoszech, w regionie Piemont, w prowincji Cuneo.
Według danych na rok 2004 gminę zamieszkiwało 419 osób, 52,4 os./km².